# 大姊當家

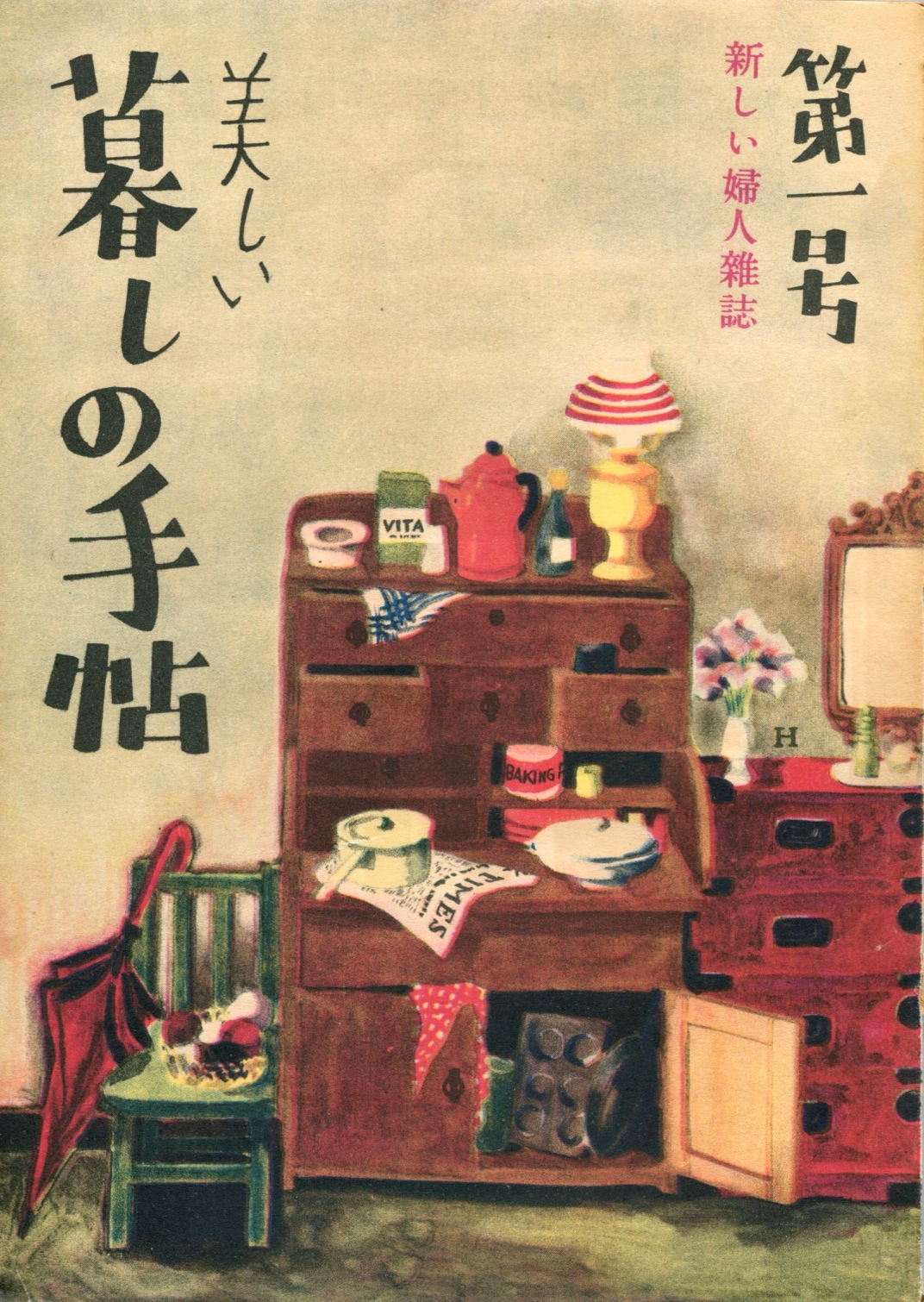
主角創辦的雜誌《你的生活》原型《生活手帖》之前身《美麗的生活手帖》於1948年出刊的創刊第1期

《大姊當家》，為NHK於2016年度上半年推出的第94部晨間小說連續劇。由高畑充希主演。

## 企畫製作
以出生於靜岡縣遠州的小橋常子為女主角，敘述常子在父親過世後，以女兒的身分代父職，守護著母親及妹妹，在第二次世界大戰前後動盪的昭和時代，為了生存而努力不懈的三姊妹之家族紀事，並描述其後在東京出版女性綜合雜誌的出版社中，與天才編輯花山伊佐次相遇，進而合作出版雜誌《你的生活》（あなたの暮し）的經歷。故事主要以靜岡縣及東京都江東區深川為主要場景。
本劇改編自出版生活綜合雜誌《生活手帖》的出版社「生活手帖社」（暮しの手帖社）創辦人大桥镇子與花森安治的真人真事，以「活在當下是最重要的事」（当たり前の暮らしを大切にすること）與「戰後女性所期望的正常生活」（戦後の女性の暮らしの復興）為故事主軸，是一部以正面態度看待生活上遇到的困境、並對未來充滿希望的人生故事。由西田征史擔任編劇。開拍時間預定為2015年秋季。7月舉行女主角徵選，8月24日公布人選，由23歲的高畑充希擔任女主角。8月31日，NHK召開記者會，正式公布由高畑充希主演。開拍時間為2015年秋季。11月6日召開記者會，正式介紹參與演出的其他演員。2016年1月20日公布主題曲，由宇多田光演唱，歌曲名為「將花束獻給你」（花束を君に）。本劇時代設定為1930年（昭和5年）至1988年（昭和63年）。

## 拍攝地點
栃木縣足利市
栃泉股份有限公司：「遠州濱松染布工廠」建築外觀
栃木縣大田原市
舊大田原市立須賀川小學校：小橋姉妹在濱松就讀的小學
千葉縣匝瑳市
飯高寺：深川神社建築外觀及週邊地區

### 拍攝地點照片

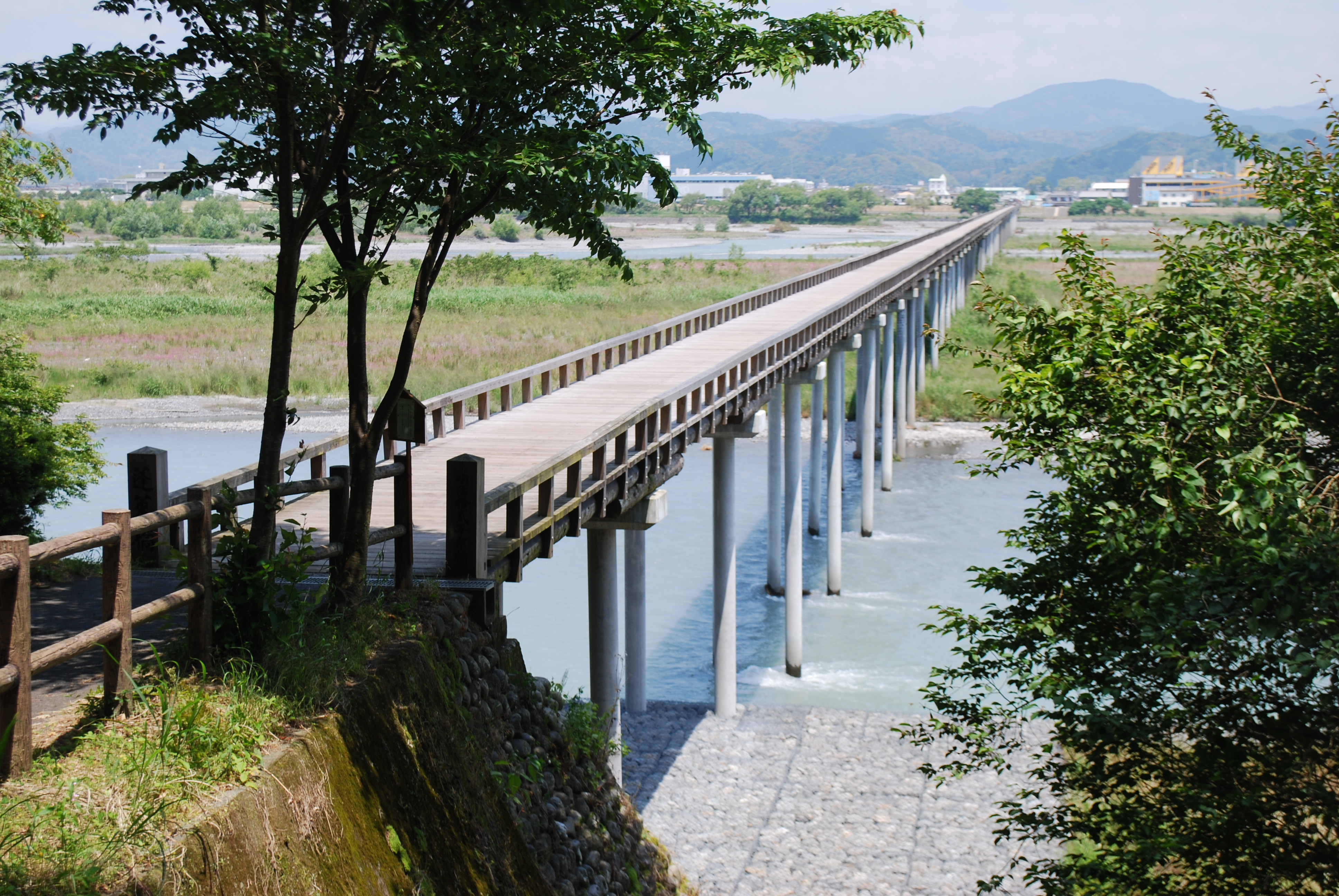
靜岡縣島田市蓬萊橋（常子與鞠子至濱松高等女學校時的必經之路）
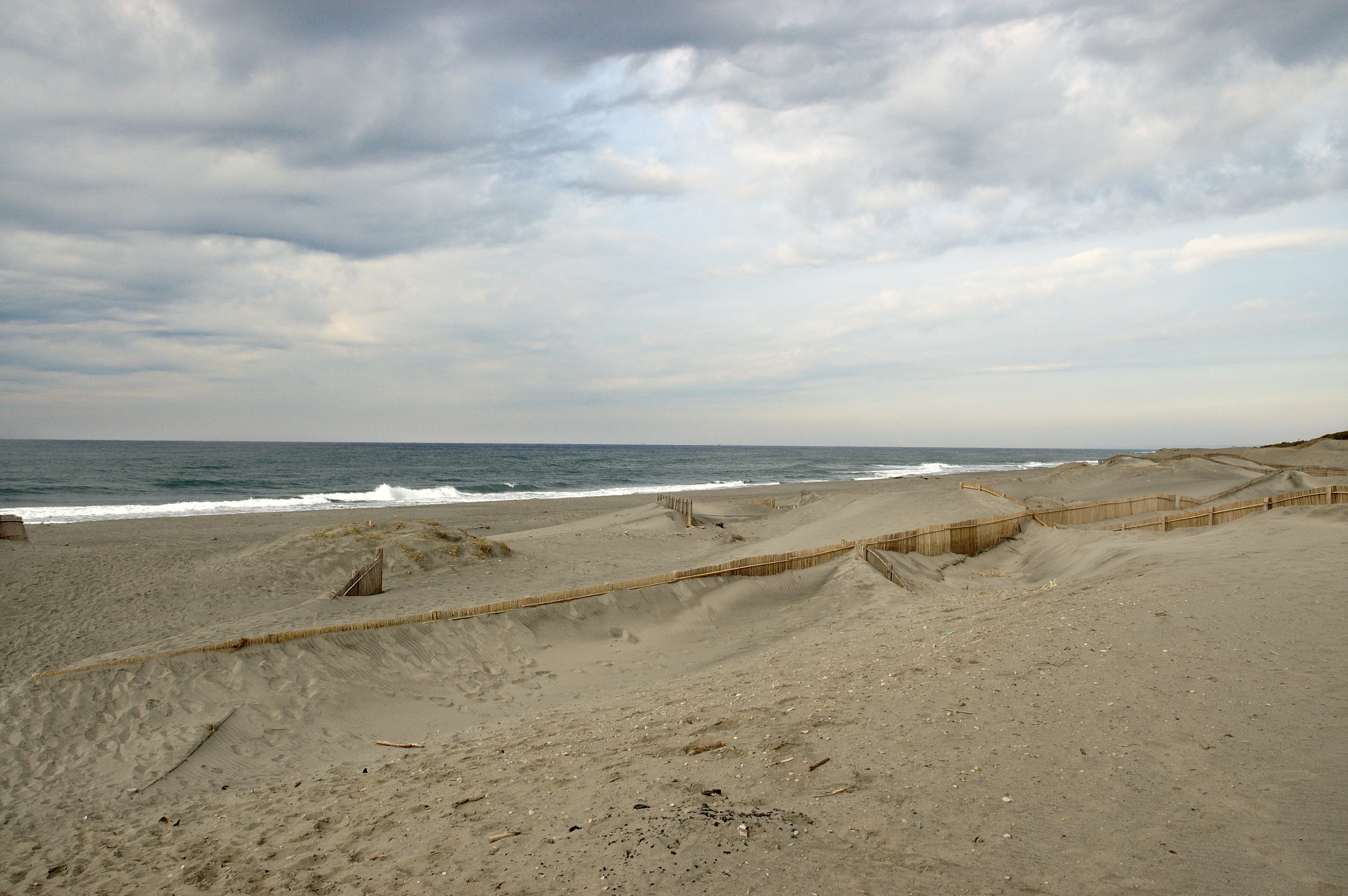
靜岡縣濱松市中田島砂丘（常子與君子練習二人三腳的地點）
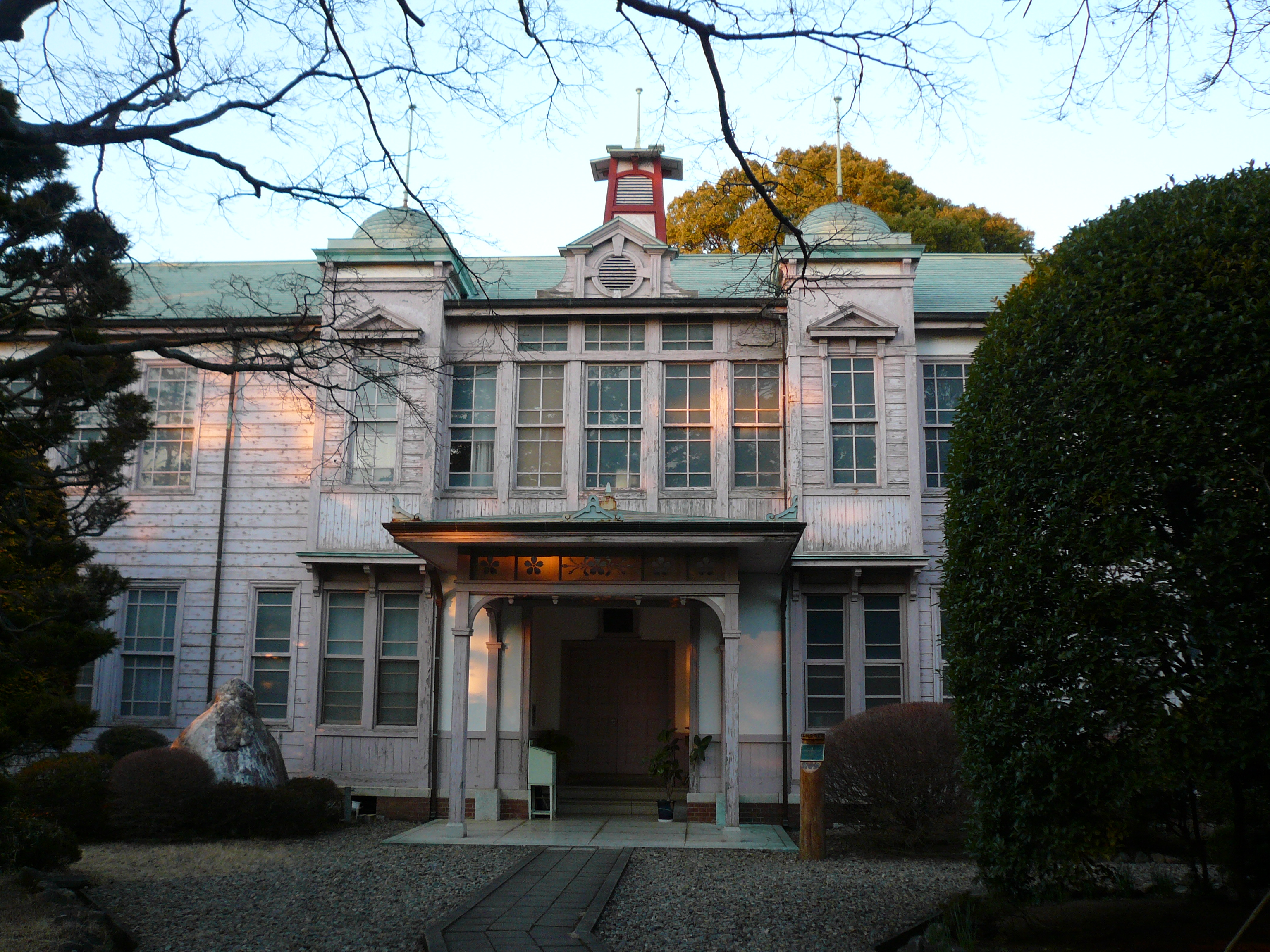
千葉縣立佐倉高等學校（常子與鞠子就讀的濱松高等女學校拍攝地點）
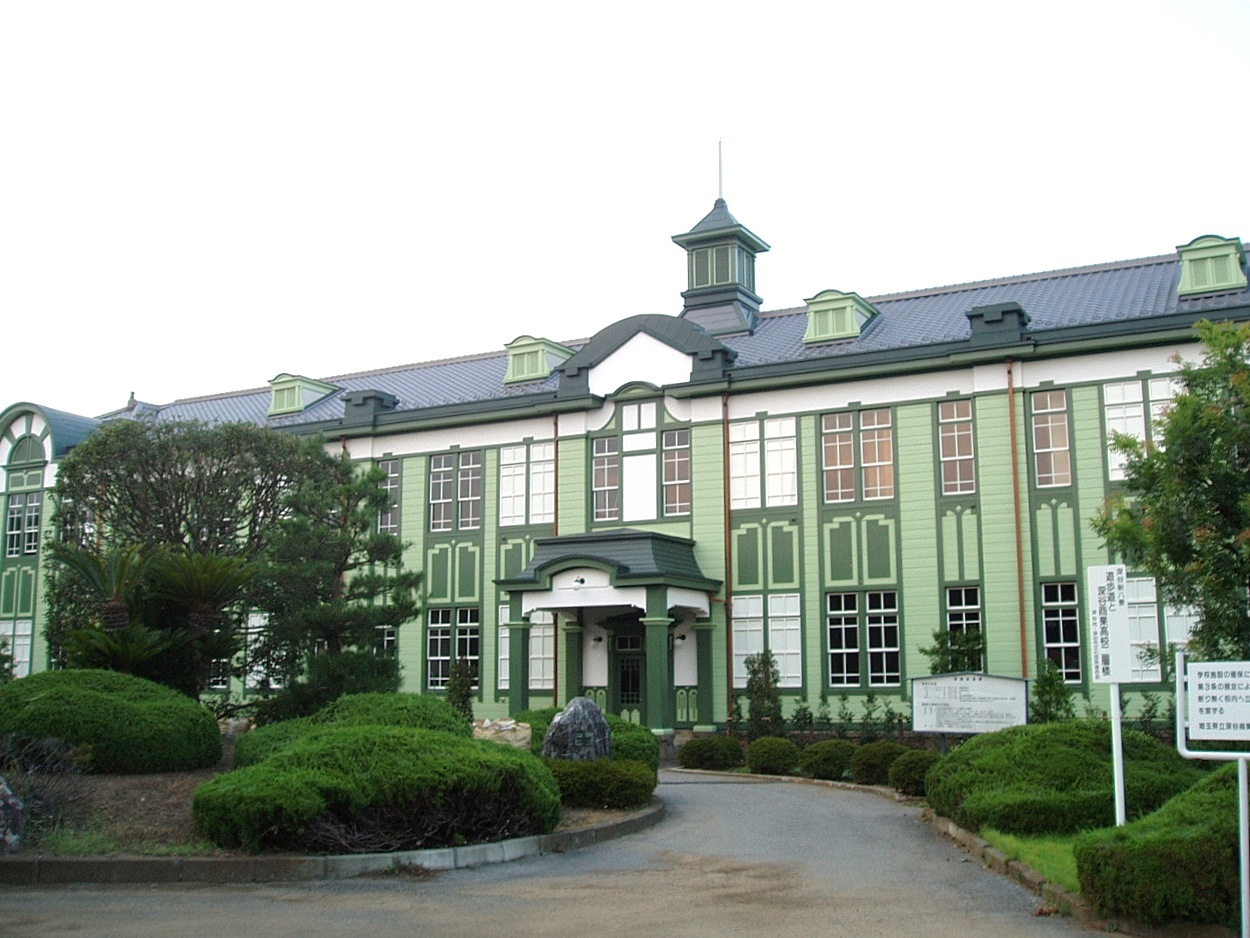
埼玉縣立深谷商業高等學校紀念館（常子與鞠子通過轉學考試後所就讀的東京高等女學校拍攝地點）

## 劇情概要
時間是1958年的東京。戰後由三姐妹共同創辦的生活綜合雜誌「你的生活」編輯部充滿了活力，編輯人員忙進忙出，為了讓新一集的雜誌內容更加充實，所有人無不費盡心思。此時一位編輯人員告訴總編輯小橋常子（高畑充希 飾），某份稿子發稿時弄錯了題目，必須請寫稿的作家重新寫過，但這位作家素以難搞出了名，大家都傷透了腦筋。為了不讓新出刊的雜誌開天窗，常子決定親自拜訪這位作家，說著就飛也似的離開了出版社。這是幼年時即失去父親（西島秀俊 飾），自身兼代父職守護母親（木村多江 飾）及兩個妹妹（相樂樹 、杉咲花 飾）的樂觀女性的奮鬥故事…

## 登場人物

### 主角
- 小橋常子：高畑充希（幼少時期：內田未來）（香港配音：鄭麗麗）

本劇主角。

### 靜岡濱松的人們

#### 小橋家
- 小橋竹藏：西島秀俊（香港配音：陳廷軒）

常子的父親。遠州濱松染布工廠的營業部長。角色原型為大橋武雄。
- 小橋君子：木村多江（幼少時期：宮野叶愛）（香港配音：梁少霞）

常子的母親，舊姓青柳。角色原型為大橋久子。
- 小橋鞠子→水田鞠子：相樂樹（幼少時期：須田琥珀）（香港配音：詹健兒）

常子的大妹。角色原型為大橋晴子。
- 小橋美子→南美子：杉咲花（幼年時期：川上凜子、少女時期：根岸姬奈）（香港配音：陳皓宜）

常子的小妹。角色原型為大橋芳子。
註：飾演小橋美子的杉咲花為 NHK 2020年下半年的第103部晨間劇《小女侍》女主角。
- 小橋鐵郎：向井理（香港配音：曹啟謙）

常子的叔叔。
- 小橋幸子：岩崎ひろみ（日语：岩崎ひろみ）（香港配音：黃玉娟）

鐵郎的妻子。因哥哥事業失敗而向鐵郎求助。

#### 靜岡的其他人們
- 杉野榮治：田山涼成（日语：田山涼成）（香港配音：陳永信）

濱松染布工廠的老闆。竹藏的上司。
- 大迫博文：拉沙爾石井（香港配音：黃子敬）

西洋紡織的專務。
- 山田：田中幸太朗（日语：田中幸太朗）（香港配音：周倚天）

竹藏的部下。
- 玉置茂雄：大内田悠平（幼少時期：市村涼風）（香港配音：鍾見麟）

常子的幼年玩伴，玉置三兄弟中的長男。
- 玉置正雄：加藤諒（幼少時期：上條靖彌）（香港配音：鄧港文）

鞠子的幼年玩伴，玉置三兄弟中的次男。
- 玉置幹雄：藤野大輝（日语：藤野大輝）（幼少時期：古島裕敬）

美子的幼年玩伴，玉置三兄弟中的三男。
- 渡邊正則：細山田隆人（日语：細山田隆人）

美子的小學導師。先前也曾是常子與鞠子的導師。
- 田中老師：高橋修

常子在濱松高等女學校時的導師。
- 里中：田口主將（日语：田口主将）

小橋家的主治醫師。

### 東京的人們

#### 深川・青柳家（木材行「青柳商店」）
- 青柳瀧子：大地真央（香港配音：許盈→沈小蘭）

常子的外婆，君子的母親。
- 隈井榮太郎：片岡鶴太郎（香港配音：張炳強）

掌管店內一切事務的掌櫃。
- 青柳清：大野拓朗（日语：大野拓朗）（香港配音：梁偉德）

青柳家的養子，「青柳商店」未來的繼承人。君子名義上的弟弟。

#### 深川・森田家（便當店「森田屋」→餐廳「森田屋廚房」）
- 森田松（森田まつ）：秋野暢子（日语：秋野暢子）（香港配音：雷碧娜）

「森田屋」的老闆娘。
- 森田宗吉：瀧皮爾（日语：ピエール瀧）（香港配音：葉振聲）

「森田屋」的老闆兼廚師。戰後於1950年與妻子照代開設餐廳「森田屋廚房」。
- 森田照代：平岩紙（香港配音：曾秀清）

宗吉的妻子。
- 森田富江→長谷川富江：川榮李奈（香港配音：成瑤孆）

宗吉與照代的獨生女。1940年與長谷川哲典結婚。
- 長谷川哲典：濱野謙太（香港配音：周倚天）

「森田屋」所雇用的廚師。與富江結婚後，隨森田家移居高崎。大戰時被徵召入伍。1958年與妻子富江自立門戶開設餐廳。

#### 東京女學校
- 東堂千代（東堂チヨ）：片桐入（香港配音：袁淑珍）

常子就讀東京的女學校時期的5年級國語教師。
- 中田綾→村野綾：阿部純子（香港配音：羅孔柔）

常子在東京的女學校的同班同學。角色原型為中野家子。畢業後與一名軍醫結婚，搬至名古屋。戰時丈夫戰死，終戰前的轟炸讓夫家全毀，無人倖免，只能與兒子與母親回到東京賃居。於咖啡館「浪漫」擔任服務生，小名「雅」。
- 級任導師：築山万有美（日语：築山万有美）

常子就讀高等女學校時期的4年級導師。
- 大倉：三浦萌（日语：三浦萌）（香港配音：葉曉欣）

常子的同班同學。看到轉學過來的常子還穿著濱松的女學校制服，開始與其他同學嘲笑她；看到常子與星野在一起，就以謊言毀謗她；考試時，與其他同學合謀誣陷常子作弊。
- 女學生：今泉彩良、室井南、仲村風香、平山沙繪

常子的同學，大倉的朋友。經常與大倉一起嘲笑或詆毀常子。
- 後藤：小野乃乃香

常子的同班同學。學校所推薦的打字員人選。

#### 鳥巢商事
- 山岸隆一：田口浩正（日语：田口浩正）（香港配音：李錦綸）

常子的面試官，之後成為她在鳥巢商事的直屬上司。
- 早乙女朱美：真野惠里菜（香港配音：凌晞）

鳥巢商事的前輩打字員。打字室的負責人。
- 多田薰（多田かをる）：我妻三輪子（日语：我妻三輪子）（香港配音：何寶珊）

鳥巢商事的前輩打字員。與常子一樣負責日文打字。
- 諸橋道子：野村麻純（日语：野村麻純）（香港配音：魏惠娥）

鳥巢商事的前輩打字員。負責英文打字。
- 打字員：菅野莉央、長谷川眞優（日语：長谷川眞優）、水島仁美、高橋步

鳥巢商事的前輩打字員。
- 坂田德之助：齊藤曉（日语：斉藤暁）（香港配音：黃子敬）

處理雜務的勤務員。
- 佃博文：齊藤洋介（日语：斉藤洋介）（香港配音：朱子聰）

鳥巢商事的總務部長。

#### 甲東出版
- 谷誠治：山口智充（香港配音：蕭徽勇）

出版社的社長兼總編。
- 五反田一郎：及川光博（香港配音：黃啟昌）

出版社的編輯。角色原型為柴田鍊三郎。
- 相田良輔：兒玉宣勝（日语：兒玉宣勝）（香港配音：巫哲棋）

編輯人員。
- 富樫隆彥：笠原秀幸（日语：笠原秀幸）（香港配音：麥皓豐）

編輯人員。
- 新入編輯：守谷勇人

編輯人員。常子離職後進入甲東出版的擔任編輯的新人。

#### 目黑的人們
- 三宅光政：有薗芳記（日语：有薗芳記）（香港配音：黃子敬）

街坊居民小組組長。
- 工藤雪（工藤せつ）：西尾麻里（日语：西尾まり）

街坊居民。
- 真中稻子：三谷悅代（日语：三谷悦代）

街坊居民。

#### 露天攤商
- 雜貨店店主：平田廣明（香港配音：張錦江）

提供常子雜誌創刊初期所需紙張的商店。
- 書店店主：住田隆（日语：住田隆）

將自家書店一部分空間租給常子來販賣自家雜誌的書店店主。
- 黑市裡的男子：勝俣州和（日语：勝俣州和）（香港配音：張錦江）

露天攤販聯誼會會員。
- 露天書攤店主：桂正和（香港配音：蕭徽勇）

常子在這裡租用空間，作為第2間自家雜誌的販售處。
- 黑市麵包店老闆：鮑伯鈴木

#### 咖啡館「浪漫」
- 新沼康惠／梢：佐藤仁美（香港配音：謝潔貞）

咖啡館「浪漫」的領班。
- 弓子：寺島咲（日语：寺島咲）

綾的前輩女服務生。
- 阿蝶：早織（日语：早織）

綾的前輩女服務生。
- 櫻：森繪梨佳（日语：森絵梨佳）（香港配音：何寶珊）

綾的前輩女服務生。
- 艷子：谷澤惠里香

綾的前輩女服務生。

#### 「你的生活」雜誌社
- 花山伊佐次：唐澤壽明 （香港配音：雷霆）

「你的生活」雜誌社的創辦人兼總編。角色原型為花森安治。
- 水田正平：伊藤淳史（香港配音：李錦綸）

雜誌社的經理，從前擔任露天攤商聯誼會的經理。鞠子的丈夫。角色原型為橫山啓一。
- 岡綠：悠木千帆（日语：悠木千帆_(2代目)）（香港配音：謝潔貞）

雜誌社的總務人員。
- 扇田弘榮：三谷昌登（日语：三谷昌登）（香港配音：劉昭文）

昭和25（1950）年時加入雜誌社的員工。
- 島倉勝：內野謙太（日语：内野謙太）（香港配音：陳卓智）

昭和25年時加入雜誌社的員工。
- 本木正晴：島崎俊郎（日语：島崎俊郎）（香港配音：蘇強文）

昭和30（1955）年時加入雜誌社的員工。
- 大塚壽美子→藤谷壽美子：趣里（香港配音：何寶珊）

昭和30年時加入雜誌社的員工。
- 木立道久：植木祥平（日语：植木祥平）（香港配音：鄧志堅）

昭和30年時加入雜誌社的員工。
- 松永亨：石田法嗣（日语：石田法嗣）（香港配音：李鎮然）

昭和30年時加入雜誌社的員工。

#### 電器公司「赤羽根電器製造」
- 赤羽根憲宗：古田新太（香港配音：葉振聲）

電器公司「赤羽根電器製造」的老闆。
- 村山健太郎：野間口徹（日语：野間口徹）（香港配音：張錦江）

赤羽根的親信。
- 酒井秀樹：矢野聖人（日语：矢野聖人）（香港配音：梁偉德）

赤羽根的外甥。

#### 東京的其他人們
- 星野武藏：坂口健太郎（香港配音：陳灝瑋）

常子少女時代的戀人。東京帝國大學學生。畢業後回到大阪，戰爭時被派至印尼，戰後因原任職的公司遭到炸毀，而轉至光和醫藥公司總務課主管。與當時認識的女性弓岡加奈子（島侑子 飾）結婚，妻子於兒女出生後過世。
- 星野大樹：荒井雄斗（香港配音：沈小蘭）

星野武藏的兒子。腳被高溫的電鍋鍋蓋燙傷。
- 星野青葉：白鳥玉季（香港配音：成瑤孆）

星野武藏的女兒。稱常子為「時尚阿姨」。
- 與那嶺波（与那嶺なみ）：和泉茅渟

星野家的幫傭。
- 弓岡柳生：志賀廣太郎（日语：志賀廣太郎）（香港配音：盧國權）

星野武藏的岳父。
- 宇野：岡山一（日语：おかやまはじめ）

青柳商店的客戶。
- 田畑：谷田部俊（日语：谷田部俊）（搞笑團體「我家三人組（日语：我が家）」）

深川的乾貨店老闆。是隈井及宗吉兩人的棋友兼酒友。
- 根本：杉山裕之（日语：杉山裕之）（搞笑團體「我家三人組（日语：我が家）」）

深川的米店老闆。是隈井及宗吉兩人的棋友兼酒友。
- 中田登志子：中村久美（日语：中村久美）

綾的母親。
- 宿舍管理阿姨：大島蓉子（日语：大島蓉子）

星野所住的宿舍管理員。相當看好星野與常子的關係。
- 大哥：金隆夫
- 小弟：村上和成（日语：村上和成）

以上2人為向鐵郎索討事業失敗後所積欠之借款的流氓。
- 木戶稔：白洲迅（香港配音：鍾見麟）

鞠子在大學的同學。
- 奥寺夫人：青木沙耶加

鳥巢商事營業課課員的妻子。
- 飯田末吾郎：有福正志（日语：有福正志）（香港配音：朱子聰）

深川老店材木問屋老闆。
- 奈良澤西裝店店主：緒方賢一（香港配音：林國雄）

瀧子熟識的西裝店店主。
- 阿龍（田所龍子）：志田未來（香港配音：何璐怡）

常子在酒吧遇到的不良少女。
- 銀太：中島廣稀（日语：中島広稀）

阿龍的朋友。
- 陽介：今野誠二郎

阿龍的朋友。
- 村野太一：川原瑛都

綾的兒子。
- 關元和四郎：寺田農（香港配音：盧國權）

咖啡店「巴里」店主，花山的戰友之父。
- 長澤健造：飯田基祐（日语：飯田基祐）（香港配音：劉昭文）

戰後鼓勵花山創業的友人。
- 男1：磯部勉

戰時失去家人而感到意氣闌珊，因而與路過的花山發生言語衝突的男子。
- 男2：青木隆彦（日语：つまみ枝豆）

從中制止花山與男1的衝突，事後並向花山道歉的男子。
- 花山三枝子：奥貫薫（日语：奥貫薫）（香港配音：陸惠玲）

花山伊佐次的妻子。角色原型為花森百代（花森ももよ）。
- 花山茜→森井茜：水谷果穗（3歲：渋谷南那、5歲：仙波茜、12歲：笹岡優育（日语：笹岡ひなり））

花山夫妻的長女。角色原型為花森藍生。
- 森井實（森井みのり）：竹野谷咲

阿茜的女兒。花山夫妻的孫女。
- 小山內節子：布施絵理（日语：ふせえり）

「日出洋裝學校」的校長。
- 東堂泰文：利重剛（日语：利重剛）（香港配音：張炳強）

東堂千代的丈夫。
- 桑原正晴：谷本一（日语：谷本一）

桑原印刷廠老闆。「你的生活」雜誌的承印廠商。
- 袴田辰紀：並樹史朗（日语：並樹史朗）（香港配音：朱子聰）

袴田料理學校校長。打算在「你的生活」雜誌刊登廣告之客戶。
- 袴田久：山崎画大（日语：山崎画大）

袴田料理學校副校長。與「你的生活」雜誌洽談刊登廣告相關事宜。
- 鈴木與志夫：戶田昌宏（日语：戸田昌宏）（香港配音：劉昭文）

常子任職總編輯時負責供稿的作家。
- 平塚雷鳥（平塚らいてう）：真野響子（日语：真野響子）（香港配音：蔡惠萍）

「青鞜」的作者。常子和鞠子學生時期因此書而受益良多。
- 若松永正：師岡三智雄（日语：モロ師岡）（香港配音：黃子敬）

乙葉出版平塚雷鳥的責任編輯。
- 水田國彥：筧利夫（日语：筧利夫）（香港配音：陳欣）

水田正平的父親。山梨縣農家出身，原為地主。個性開朗。
- 水田夢芽（水田むめ）：高橋瞳（香港配音：許盈）

水田正平的母親。個性開朗而相當健談。
- 水田正一：大森晃（日语：おさる）

水田正平的哥哥。長相有點像猴子的居家型男性。
- 水田民子：齋藤靜香

水田正平的姐姐。笑容與母親如出一轍。
- 國實恒一：石丸幹二（香港配音：潘文柏）

大東京新聞的記者。對於「你的生活」雜誌的商品檢驗企劃相當感興趣。
- 水田珠希：吉本實憂（4歲：稻垣來泉、13歲：蒔田彩珠）（香港配音：葉曉欣、何璐怡（4歲））

鞠子的女兒，常子的外甥女。角色原型為橫山（阪東）紅美子。
- 水田潤：山下真人（5歲：水下心煌）

鞠子的兒子，小環的弟弟。
- 南大昭：上杉柊平（日语：上杉柊平）（香港配音：林筠翔）

餐廳「森田屋廚房」的廚師，美子的丈夫。1958年與妻子美子繼承「森田屋廚房」。
- 南真由美：吉岡千波（日语：吉岡千波）（4歲：上杉美風）

美子的女兒。
- 岸野英隆：水橋研二（日语：水橋研二）（香港配音：李安邦）

「你的生活」商品檢驗企劃中負責檢驗肥皂的民間檢驗機構人員。
- 電視主持人：川田裕美

於直川獎頒獎現場採訪五反田一郎的主持人。
- 田中利一：螢雪次朗（日语：螢雪次朗）

千登勢製作所的社長。
- 西村電器店的店長：片桐仁

因「你的生活」雜誌的商品檢驗企劃獲得良好評價，店內銷售業績也因此大增，更因此引起赤羽根電器製造公司的注意。
- 楊：陳建一

中華餐廳的廚師。
- 澤靜子：阿川佐和子（香港配音：沈小蘭）

常子參與的電視節目的主持人。

#### 延伸劇「福氣人偶的秘密」登場人物
- 藤野留（藤野とめ）：安藤玉惠

1917年起於「森田屋」任職的員工，因與他人外遇有了身孕而一度離職，之後重回店裡，成為店裡唯一的助手。
- 藤野惠（藤野めぐみ）：新妻聖子（幼年時期：田中乃愛）

阿留的私生女。
- 桐島杜夫：近藤公園（日语：近藤公園）

阿惠的交往對象。
- 長谷川松吉：高澤父母道（日语：高澤父母道）

哲典與富江的兒子。

## 播出日程
| 1                                                       | 1－6     | 2016年4月4日－4月9日 |  | 常子與父親的約定           | 大原拓            | 21.7% |
| 2                                                       | 7－12    | 4月11日－4月18日     |  | 常子為妹妹而奔走           | 大原拓            | 22.1% |
| 3                                                       | 13－18   | 4月18日－4月23日     |  | 常子初次與外婆見面         | 大原拓            | 23.0% |
| 4                                                       | 19－24   | 4月25日－4月30日     |  | 常子挑戰轉學考             | 岡田健            | 23.1% |
| 5                                                       | 25－30   | 5月2日－5月7日       |  | 常子發現新物種             | 松園武大          | 22.9% |
| 6                                                       | 31－36   | 5月9日－5月14日      |  | 常子理解竹藏的想法         | 岡田健            | 23.2% |
| 7                                                       | 37－42   | 5月16日－5月21日     |  | 常子挑戰經商               | 大原拓            | 22.9% |
| 8                                                       | 43－48   | 5月23日－5月28日     |  | 常子成為職業婦女           | 岡田健            | 22.7% |
| 9                                                       | 49－54   | 5月30日－6月4日      |  | 常子收到第一份薪水         | 松園武大          | 22.9% |
| 10                                                      | 55－60   | 6月6日－6月11日      |  | 常子被求婚了               | 大原拓            | 23.4% |
| 11                                                      | 61－66   | 6月13日－6月18日     |  | 常子失業了                 | 藤並英樹          | 22.7% |
| 12                                                      | 67－72   | 6月20日－6月25日     |  | 常子與花山伊佐次相遇       | 岡田健            | 23.4% |
| 13                                                      | 73－78   | 6月27日－7月2日      |  | 常子為防空演習而努力       | 岡田健            | 21.9% |
| 14                                                      | 79－84   | 7月4日－7月9日       |  | 常子創立出版社             | 大原拓            | 21.5% |
| 15                                                      | 85－90   | 7月11日－7月16日     |  | 常子知道花山的過往         | 大原拓            | 22.7% |
| 16                                                      | 91－96   | 7月18日－7月23日     |  | 「你的生活」雜誌誕生了     | 藤並英樹          | 24.0% |
| 17                                                      | 97－102  | 7月25日－7月30日     |  | 常子與花山斷絕往來         | 藤並英樹          | 23.2% |
| 18                                                      | 103－108 | 8月1日－8月6日       |  | 常子製作鬆餅               | 岡田健            | 22.6% |
| 19                                                      | 109－114 | 8月8日－8月13日      |  | 鞠子與平塚雷鳥見面         | 大原拓 橋本萬葉   | 22.3% |
| 20                                                      | 115－120 | 8月15日－8月20日     |  | 常子開始做產品測試         | 藤並英樹 堀内裕介 | 24.5% |
| 21                                                      | 121－126 | 8月22日－8月27日     |  | 常子關心孩子們             | 安藤大佑          | 22.9% |
| 22                                                      | 127－132 | 8月29日－9月3日      |  | 常子與星野談論夢想         | 松園武大          | 22.9% |
| 23                                                      | 133－138 | 9月5日－9月10日      |  | 常子為兼顧工作與家庭而煩惱 | 岡田健            | 22.7% |
| 24                                                      | 139－144 | 9月12日－9月17日     |  | 常子珍惜微小的幸福         | 大原拓            | 22.0% |
| 25                                                      | 145－150 | 9月19日－9月24日     |  | 常子建立大家庭             | 深川貴志          | 22.5% |
| 26                                                      | 151－156 | 9月26日－10月1日     |  | 花山向常子表達感謝         | 大原拓            | 22.6% |
| 延伸劇                                                  | －       | 11月19日             |  | 福氣人偶的祕密             | 盆子原誠          |       |
| 平均收視率22.8%（收視率由Video Research於關東地區統計） |          |                      |  |                            |                   |       |

### 播放變更
- 2016年4月16日，因發生熊本地震，當日播出的第12話（首播、重播）改為4月18日同時段播出。
- 2016年6月24日（重播）因播出2016年英國脫離歐盟公投的新聞特別報導（12:43－13:30），第71話重播將延後45分鐘播出。

### 延伸劇
「福氣人偶的秘密」2016年11月19日晚間7:00－7:55（55分）於NHK BS PREMIUM頻道播出。以「森田屋」為舞台，長谷川夫妻（濱野謙太、川榮李奈 飾）婚後來到東京「森田屋」的一週生活為故事主軸。

## 製作團隊
- 編劇：西田征史
- 音樂：遠藤浩二
- 主題曲：宇多田光「將花束獻給你」
- 旁白：檀富美（日语：檀ふみ）（香港配音：曾佩儀）、平岩紙（延伸劇）
- 「當家姐姐一週回顧與當家姐姐5分鐘搶先看」主持人：二宮直輝（NHK主播）
- 導演：大原拓、岡田健、藤並英樹、松園武大、橋本萬葉、堀內裕介、安藤大佑、深川貴志
- 製作人：盆子原誠
- 製作統籌：落合將
- 服裝顧問：黑澤和子
- 製材指導：馬田勝之
- 便當指導：持田和之
- 渲染技術指導：二橋教正
- 染布工藝指導：安井彰
- 裁縫指導：小林操子
- 醫學考證：酒井緋（酒井シヅ）
- 植物學考證：田中伸幸
- 植物繪畫：吉田桂子
- 打字指導：林忠良

## 外部連結
- NHK官方網站（日語）
- 中文劇情概要（中文）
- 緯來日本台官方網站 （页面存档备份，存于）（中文）
- 大愛電視官方網站 （页面存档备份，存于）（中文）
- 互联网电影数据库（IMDb）上《大姊當家》的资料（英文）
- 时光网上《大姊當家》的資料（简体中文）
- 豆瓣电影上《大姊當家》的資料 （简体中文）

| 日本 NHK 連續電視小說                    | 日本 NHK 連續電視小說                    | 日本 NHK 連續電視小說 |
| ---------------------------------------- | ---------------------------------------- | --------------------- |
|                                          | 大姊當家 （2016年4月4日－2016年10月1日） |                       |
| 阿淺來了 （2015年9月28日－2016年4月2日） | 別嬪小姐 （2016年10月3日－2017年4月1日） |                       |

| 臺灣 緯來日本台 週一至週五 21:00 - 22:00 | 臺灣 緯來日本台 週一至週五 21:00 - 22:00 | 臺灣 緯來日本台 週一至週五 21:00 - 22:00 |
| ---------------------------------------- | --- | ---------------------------------------- |
|                                          | 大姊當家 （2016年11月8日－2017年1月18日） |                                          |
| 房女王 （2016年10月25日－2016年11月7日） | 美食冤大頭 （2017年1月20日 - 2017年1月23日） （21:00-23:15） （2017年1月24日） （21:00-23:10） （2017年1月25日） 春節特別節目 （2017年1月26日－2017年2月1日） 明星經紀人（21:00-23:00） （2017年2月2日－2017年2月15日） |                                          |
| 週一至週五 18:00 - 19:00                 | |                                          |
| —                                        | 大姊當家（重播） （2018年2月21日－2018年5月10日） | 小希的洋菓子（重播） （2018年5月11日－） |

| 香港 myTV SUPER日劇台 星期六、日 15:30 - 16:30、18:30 - 19:30及21:30 - 22:30 | 香港 myTV SUPER日劇台 星期六、日 15:30 - 16:30、18:30 - 19:30及21:30 - 22:30 | 香港 myTV SUPER日劇台 星期六、日 15:30 - 16:30、18:30 - 19:30及21:30 - 22:30 |
| ---------------------------------------------------------------------------- | ---------------------------------------------------------------------------- | ---------------------------------------------------------------------------- |
|                                                                              | （2017年4月29日－10月22日）                                                  |                                                                              |
| （2016年10月29日－2017年4月23日）                                            | 童心四姊妹 （2017年10月28日－2018年4月15日）                                 |                                                                              |
| 香港 無綫電視J2 每日 18:00 - 18:30 · 10月9日及暫停播映                       |                                                                              |                                                                              |
| （2018年5月21日－8月8日）                                                    | （2018年8月9日－10月26日）                                                   | 童心四姊妹 （2018年10月27日－2019年1月10日）                                 |

| 臺灣 大愛電視 星期一至五 02:30 - 03:00                                    | 臺灣 大愛電視 星期一至五 02:30 - 03:00   | 臺灣 大愛電視 星期一至五 02:30 - 03:00 |
| ------------------------------------------------------------------------- | ---------------------------------------- | -------------------------------------- |
|                                                                           | （2022年1月3日－2022年4月20日）          |                                        |
| 立德路2號（重播） （星期一 02:00 - 03:00）草根菩提（重播） （星期二至五） | 童裝小姐 （2022年4月21日－2022年8月4日） |                                        |